# Karystos
Karystos (griechisch Κάρυστος [ˈkaristɔs] (f. sg.)) ist eine Stadt und Gemeinde an der Südküste der griechischen Insel Evvia (Euböa). Die Kernstadt hatte 2011 ca. 5000 Einwohner; in der Gemeinde, die zuletzt 2010 durch Eingemeindungen erheblich vergrößert wurde, leben etwa 12.180 Einwohner.

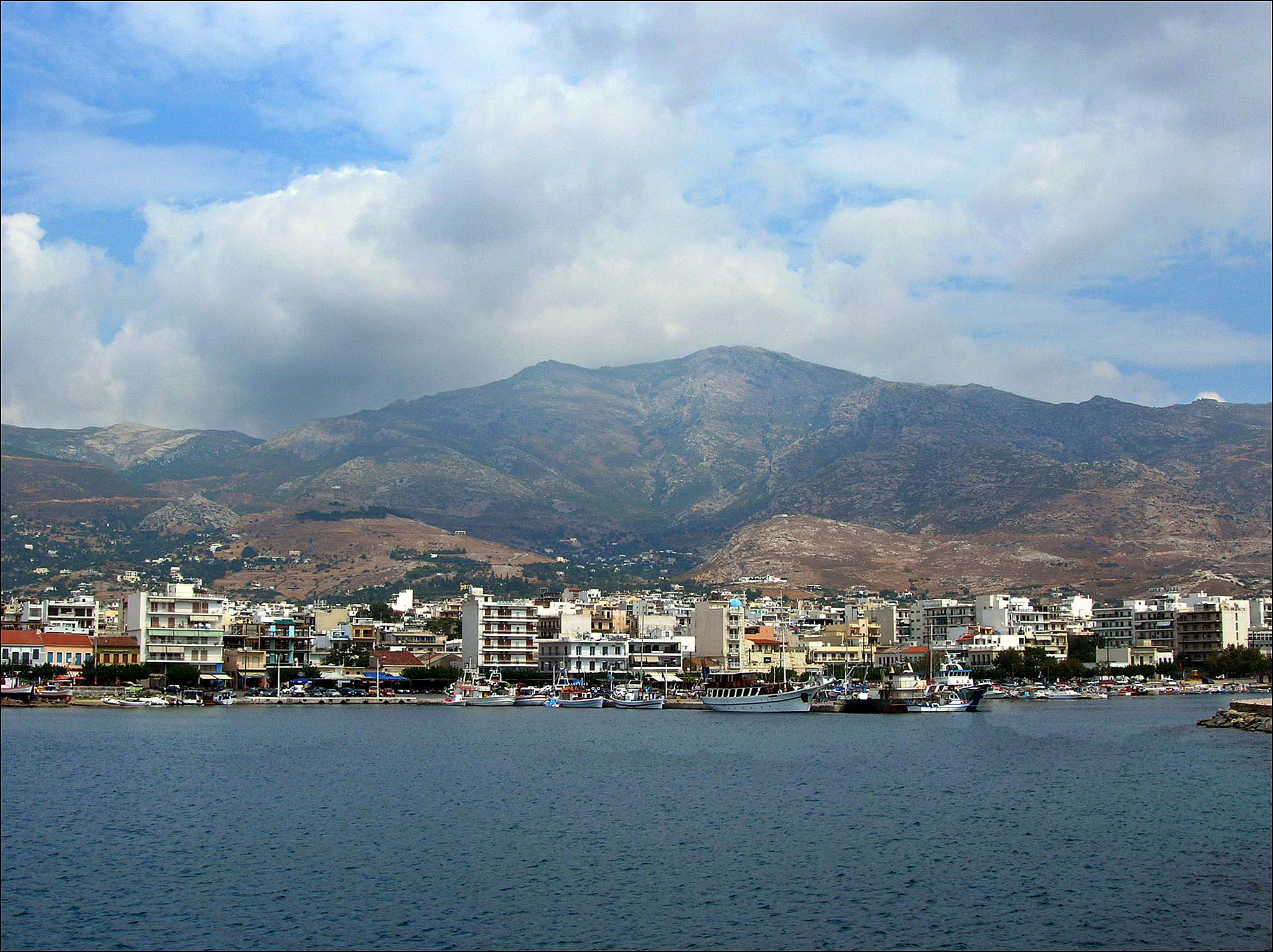
Karystos, 2006

Älteste Siedlungsspuren stammen aus dem Neolithikum. Karystos (ka-ru-to) wird auf einem Linear-B-Täfelchen aus dem Palast von Theben in der zweiten Hälfte des 13. Jahrhunderts v. Chr. erwähnt. Der Name des Ortes geht der Überlieferung gemäß auf einen gleichnamigen Sohn des Chiron zurück. Karystos widerstand im Jahr 490 v. Chr. einer persischen Belagerung, schloss sich aber zehn Jahre später während des Xerxes-Zug den Persern an. Nach deren Abzug musste es dem Attischen Seebund beitreten. In hellenistischer Zeit gehörte Karystos etwa seit 290 v. Chr. zum Euböischen Bund. Im 3. Jahrhundert v. Chr. hatte es einen pro-makedonischen Tyrannen. Im 2. Jahrhundert v. Chr. kam es mit ganz Euböa unter römische Kontrolle. In römischer Zeit wurden umfangreiche Steinbrüche für den grünlichen Marmor von Südeuböa angelegt.
Im Mittelalter gehörte der Ort zu Venedig, woran die im 13. Jahrhundert erbaute Festung Castel Rosso erinnert. Am 29. August 1348 besiegten die Venezianer in der Seeschlacht von Karystos die Genuesen.
In der Nähe von Karystos wurden bei 24,6° östliche Länge und 38,0° nördliche Breite anlässlich der ringförmig-totalen Sonnenfinsternis am 20. Mai 1966 12 Höhenforschungsraketen gestartet, und zwar fünf Raketen vom Typ "Sparrow Arcas", fünf vom Typ "Arcas" und zwei vom Type Centaure. Im Vorfeld dieser Aktion wurden am 15. Mai 1966 eine Rakete vom Typ Sparrow Arcas, eine Rakete vom Typ Centaure und eine Rakete vom Typ Arcas gestartet. Eine weitere Rakete des Typs Arcas wurde am 21. Mai 1966 gestartet.

## Verkehr
In Karystos endet die Straße Ethniki Odos 44, die ab Chalkida die Insel durchzieht.

## Bekannte Bürger
- Diokles von Karystos, griechischer Arzt der Mitte des 4. Jahrhunderts v. Chr.
- Antigonos von Karystos, Dichter wohl des 3. Jahrhunderts v. Chr.
- Antigonos von Karystos, griechischsprachiger Epigrammdichter wohl des 1. Jahrhunderts v. Chr.
- Glaukos von Karystos, Faustkämpfer der zweiten Hälfte des 6. Jahrhunderts v. Chr.